# Schaltungstechnik
Die (elektronische) Schaltungstechnik ist ein Bereich der Elektrotechnik, welcher sich basierend auf den theoretischen Methoden der Systemtheorie mit der Entwicklung, Dimensionierung und Entwurf von elektronischen Schaltungen für bestimmte Anwendungszwecke beschäftigt.

## Aufgaben und Ziele
Eine wesentliche Aufgabe der Schaltungstechnik ist es, systematische Vorgehensweisen und Grundschaltungen für den Entwurf von elektronischen Schaltungen für unterschiedliche Anwendungsbereiche zu liefern. Die Spannweite solcher Anwendungen reicht von der Verstärkung kleiner elektrischer Ströme und Spannungen bis hin zur Realisierung komplexer Schaltungen.
Dabei werden trotz einer unübersehbaren Menge von elektronischen Schaltungen nur wenige Grundprinzipien angewendet:
- Das Kaskadierung-Prinzip  von Schaltungen,
- Das Rückkopplungs-Prinzip,
- Das Kompensations-Prinzip.

Insgesamt beschäftigt sich die Schaltungstechnik mit allen Bereichen der Signalverarbeitung, das heißt die Erzeugung, Verstärkung, Verknüpfung und Umwandlung sowie die Ausgabe von Signalen in Form von elektrischen Strömen und Spannungen. Damit umfasst der Bereich elektronische Grundschaltungen aus passiven Bauelementen, wie Widerständen und Kondensatoren, einfache Transistorschaltungen als auch komplexe mikroelektronische Schaltungen und Systeme.
Somit kennzeichnet die Art der Schaltungstechnik auch Art und Ausführung der elektronischen Schaltung, gleichzeitig erlaubt das Wissen über die Art der Schaltungstechnik aber keine Rückschlüsse auf die Funktion der elektronischen Schaltung.

## Einteilung
Die Schaltungstechnik lässt sich nach verschiedenen Kriterien unterteilen:
- nach Art der verarbeitenden Signale
- nach Art wie die einzelnen Bauelemente verbunden bzw. montiert sind
- nach Art der verwendeten elektronischen Bauelemente
- nach Art der Zusammenschaltung der Bauelemente
- nach Funktion der Schaltung: Beispielsweise die Empfänger- oder Oszillatorschaltungstechnik. Diese Einteilung ist jedoch sehr ungenau zu definieren und auch in der Literatur wenig verbreitet.
- nach Anwendung wie die Hochspannungsschaltungstechnik im Bereich der elektrischen Energietechnik

### Einteilung nach Signalform
Ein grundlegendes Einteilungskriterium für Teilbereiche der Schaltungstechnik ist die Form der von der Schaltung verwendeten elektrischen Signalen. Grundlegend wird zwischen der Verarbeitung von analogen und digitalen Signalen und daher in analoge und digitale Schaltungstechnik unterschieden (auch Analog- und Digitalschaltungstechnik genannt). Darüber hinaus gibt es noch Schaltungen, die beide Signalformen nutzen bzw. ineinander umwandeln. Solche Schaltungen sind Gegenstand der Mixed-Signal-Schaltungstechnik.
Gegenstand der analogen Schaltungstechnik sind elektronische Schaltungen zur Verarbeitung wert- und zeitkontinuierlicher Signale. Da hierbei keine Signalstufen genutzt werden und somit keine Toleranzbereiche existieren, kommt der Temperaturbeständigkeit der Bauelement-Parameter besondere Aufmerksamkeit zuteil.
Dabei kommen im Allgemeinen einen weit größere Anzahl von Funktionsbausteinen und -elementen als bei der digitalen Schaltungstechnik zum Einsatz.
Die digitale Schaltungstechnik beschäftigt sich hingegen mit der Verarbeitung wertdiskreten Signalen, das heißt Signalen mit abgestuften Werten und stellt die schaltungstechnische Basis der digitalen Signalverarbeitung dar. Je nachdem zu welchem Zeitpunkt die Signalquantisierung und -abtastung erfolgt, unterteilt man diesen Bereich in zwei Untergruppen, der synchronen Schaltungstechnik für periodische Abtastzeitpunkte und die asynchrone Schaltungstechnik für asynchrone Abtastzeitpunkt, die häufig durch vorgeschalteten Baugruppen bestimmt werden.

### Einteilung nach Verbindungstechnik
Die Einteilung der Schaltungstechnik hinsichtlich des Aufbaus der Schaltung kann in drei Kategorien erfolgen: der diskreten, der integrierten und der hybriden Schaltungstechnik.
Die diskrete Schaltungstechnik beschäftigt sich mit elektronischen Schaltungen, bei denen alle Bauelemente in diskreter Form auf einer Leiterplatte aufgebracht sind, sie wird daher auch Leiterplattentechnik genannt. In der ursprünglichen Form wurden hierbei nur diskrete Grundformen von Bauelementen, wie Einzeltransistoren oder -widerstände, für den Aufbau der Schaltung genutzt. Für die Befestigung der Bauelemente auf der Leiterplatte kommen typischerweise Durchsteck- (engl. through hole technology, THT) oder die Oberflächenmontage (surface-mounted technology, SMT) zum Einsatz. Die elektrischen Leitungen zwischen den Bauelementen werden auf der Leiterplatte durch Fotolithografie und Ätztechnik realisiert.
Die Hybridschaltungstechnik ähnelt der diskreten Schaltungstechnik, im Unterschied dazu werden bei ihr jedoch sowohl elektrische Leitungen als auch Widerstände auf dem Substrat realisiert. Hierbei kommt die sogenannte Dickschichttechnik zum Einsatz. Die übrigen funktionellen Bauelemente, wie Transistoren oder auch ICs, werden als diskrete Elemente auf das Substrat aufgebracht. Dazu werden konventionelle Aufbau- und Verbindungstechniken wie das Reflow-Lötverfahren verwendet.
Im Gegensatz dazu steht die integrierte Schaltungstechnik, sie beschäftigt sich mit elektronischen Schaltungen, bei denen alle Bauelemente (aktive und passive Bauelemente als auch elektrische Leitungen) auf einem Halbleitersubstrat realisiert werden, also den Entwurf integrierter Schaltungen auf Transistorebene. Die integrierte Schaltungstechnik ist somit zentraler Bestandteil der Mikroelektronik. Bei der Herstellung kommen diverse Verfahren der Halbleitertechnik zum Einsatz. Aus schaltungstechnischer Sicht spielt bei der integrierten Schaltungstechnik die räumliche Nähe der einzelnen Elemente eine wichtige Rolle. Aufgrund dieser Nähe müssen nicht nur die elektrischen Charakteristiken der Einzelelemente, sondern auch ihr Zusammenspiel und parasitären Wechselwirkungen beachtet werden, beispielsweise der Latch-Up-Effekt. Da hierbei nicht beliebige, sondern häufig nur einige gleichartige Bauelemente zur Verfügung stehen, kommen bei der integrierten Schaltungstechnik in der Regel andere Schaltkreisformen zum Einsatz. So werden aktive Lasten (Lasttransistoren) statt elektrischer Widerstände eingesetzt und die Kopplung einzelner Schaltungsstufen erfolgt direkt (vgl. Open-Collector-Ausgang).

### Einteilung nach Bauelementen und deren Zusammenschaltung
Eine weitere Form der Einteilung der Schaltungstechnik, kann anhand der verwendeten Bauelemente und Verschaltungstechniken erfolgen. Grundlegend unterscheidet man hier die Röhren- und die Halbleiterschaltungstechnik. Wie die Bezeichnungen schon anzeigen, werden dabei entweder Elektronenröhren oder Halbleiterbauelemente, wie Transistoren und Dioden, zum Aufbau einer Schaltung genutzt.
Die Halbleiterschaltungstechnik ist seit einigen Jahrzehnten die am stärksten genutzte Schaltungstechnik. Sie kann in speziellen Fällen, vor allem in der Digitaltechnik, in Untergruppen unterteilt werden. In der Digitaltechnik sind einige Techniken auch/nur als „Logik“ bekannt.
- Diode-Transistor-Logik
  - Bipolarschaltungstechnik, nutzt Bipolartransistoren für analoge und digitale Schaltungen
    - ECL-Schaltungstechnik (von engl. emitter-coupled logic, ECL)
    - CML-Schaltungstechnik (von engl. current mode logic, CML) ist eine spezielle ECL-Schaltungstechnik, bei der die Ausgangsspannung eines Gatters direkt auf den Eingang des nachfolgenden Gatters gelegt wird.

  - MOS-Schaltungstechnik
    - NMOS- und PMOS-Schaltungstechnik
    - CMOS-Schaltungstechnik (von engl. complementary metal oxide semiconductor, CMOS) nutzt die komplementären Eigenschaften von n- und p-Kanal-MOSFETs, um Logikschaltungen aufzubauen.

  - BiCMOS-Schaltungstechnik, auch Bipolar-CMOS-Schaltungstechnik genannt, nutzt die Eigenschaften von Bipolar- und CMOS-Transistoren für analoge und digitale Schaltungen.[6]

(Liste ggf. unvollständig)